# HD 223991
HD 223991 är en dubbelstjärna i Bildhuggarens stjärnbild. Den består av en vit och en gulvit stjärna som båda befinner sig i huvudserien.
Stjärnan har den kombinerade visuella magnituden +6,35 och befinner sig därför på gränsen för vad som går att se synlig för blotta ögat vid god seeing.